# 上高治己
上高 治己（うえこう はるみ）はゲームミュージックの音楽家。おもにJimmy Weckl（ジミー・ウェックル）名義で知られる。コナミ矩形波倶楽部時代の名義は「バップ上高」。ニックネームは公式サイトの写真や似顔絵の雰囲気から『親分』など。

## 人物
コナミデジタルエンタテインメントに所属。スタッフロールで確認できる最も古い記録では、ファミリーコンピュータ ディスクシステムで発売された『ジャイラス』に参加している。他に家庭用ゲームの楽曲制作（『がんばれゴエモン〜ゆき姫救出絵巻〜』など）を担当していた。
コナミの音楽ゲームブランドBEMANIシリーズ以降は、名前の「治己」を「じみ」と読ませ、姓の「上高（うえこう）」と合わせてもじったJimmy Wecklを名乗り、『GUITARFREAKS&drummania』シリーズを中心に楽曲を提供していた。
金管楽器・ギター（ギタリストとしては珍しい左利き）の他、音楽ゲーム作曲家では数少ないドラム奏者でもある。管楽器奏者としての演奏参加も多く、またスカユニット・亜熱帯マジ-SKA爆弾のメンバーでもあった。自身の曲には変拍子やスリップビートが多用されており、音楽ゲームにおいてはクリア難度が高い楽曲も多い。
他に『サイレントスコープ』シリーズのほとんどの楽曲を担当。また『グラディウスIV -復活-』のサウンドトラックでは、アレンジャーとしても参加している。
2012年6月15日、コナミデジタルエンタテインメントを退社。その後、上高音楽事務所を設立。

## 参加作品

### コナミ在籍時

#### アーケードゲーム
- ギタドラシリーズ（〜V5）
- pop'n musicシリーズ（6、9〜14 Fever）
- jubeatシリーズ（〜knit）
- サイレントスコープシリーズ（〜狙撃/SOGEKI）
- スリルドライブシリーズ（〜2）
- BASEBALL HEROESシリーズ（〜2011SHINE STAR）
- 天下一将棋会シリーズ（〜2）
- テラバースト
- ハイパービシバシチャンプ
- グラディウスIV -復活-
- ザ・警察官
- ジュラシック・パークIII
- mocap boxing　モーキャップボクシング
- ワールドコンバット
- ドッグステーション
- ウォートラン トルーパーズ
- 投球王国ガシャーン
- ザ★ビシバシ
- NOVAうさぎのゲームde留学!?
- 脳開発研究所クルクルラボ
- ワールドサッカー ウイニングイレブン アーケードチャンピオンシップ2008
- 遊☆戯☆王ゼアル デュエルターミナル

#### コンシューマーゲーム
- コナミックスポーツ イン ソウル
- ジャイラス（ファミリーコンピュータ ディスクシステム版）
- コズミックウォーズ
- モアイくん
- がんばれゴエモン外伝 きえた黄金キセル
- グラディウスIII (スーパーファミコン)
- がんばれゴエモン〜ゆき姫救出絵巻〜
- Pop'nツインビー
- バットマンリターンズ
- ティーンエージ ミュータント ニンジャ タートルズ ミュータント ウォーリアーズ
- 実況パワフルプロ野球シリーズ（'94〜3）
- ツヨシしっかりしなさい 対戦ぱずるだま
- 実況おしゃべりパロディウス
- 実況ワールドサッカーシリーズ（PERFECT ELEVEN〜3）

#### その他
- SDスナッチャー（MSX2）
- ee'MALL

### コナミ退社後
アーケードゲーム
- maimaiシリーズ（セガ）
- ガンスリンガー ストラトス2（スクウェア・エニックス）
  - 同ゲームの楽曲は、アーケード版グルーヴコースター（タイトー）にも収録されている
- CODE OF JOKER（セガ）

#### その他
- リズム王国とタップ兵団（FOXBAT）
- プロ野球スピリッツ2014（コナミ）
- nanobeat(ナノコネクト)
- パワプロクンポケットR（コナミ）

## 手がけた楽曲
（）内はゲーム上での名義。記述のないものはJimmy Weckl名義。

### GuitarFreaks&DrumMania
- JAZZY CAT
- AFICION
- HOLIDAY
- JUST JOEY
- Across the nightmare
- Look at me（Elizabeth Dobbs）
- Onion man
- Road for thunder
- Waza
- CENTAUR
- SEA ANEMONES
- THREE WORMS
- Herring roe
- IN YOUR EYES（浦田隆志）
- GETAWAY（浦田隆志・平田久美子）
- 君のハートにドキュン（津屋知彦）
- Keiko my love
- KISS ME GOODBYE!（TAEKO）
- Impulse of Blue（TAEKO）
- 万華鏡
- cockpit
- joker
- Shower of Love（Helen Morrison）
- Orbital Velocity
- Passion（KUMIKO）
- DOKI☆DOKI（TAEKO）
- You'll be a man（Thomas Howard Lichtenstein）
- Wonderful Workers
- 無常の星（P-Bombers） - Kozo Nakamura、肥塚良彦との共作
- JJ-road（JJ-road） - Handsome JETとの共作
- モラトリアム（MAKI）
- ミラージュ・レジデンス
- Swimming In Love（ナツキ）
- Zigzag Life
- TENGU
- Jungle（Mutsuhiko Izumi with Jimmy Weckl） - 泉陸奥彦との共作

### pop'n music
- 2nd ADVENTURE
- 垂直OK!（Jimmy Weckl feat. 岩志太郎）
- STATION（Jimmy Weckl feat. 岩志太郎）
- 最強おばちゃん伝説（Jimmy Weckl feat. ジュース・アクターズ）
- でんがなマンガナ（でんがな&マンガナ）
- 琴古都
- 進め!爺ちゃん!（ジュースアクターズ）
- 男盛〜おとこざかり（汁玄人）
- 個胃X光（絹 老人）
- ウォートラン・メインテーマ

### beatmania IIDX
- キャッシュレスは愛情消すティッシュ（GINGER） - あさきとの共作

### jubeat
- Icicles

### ee'MALL
- 大好きだよ（KUMIKO）
- 純勉夏(ションボリくらぶfeat.ジェットさん)-泉陸奥彦・Handsome JET・Yuei・Kozo Nakamura・あさきとの共作（コーラス）

### maimai GreeN
- Get Happy - 2013年7月11日稼働・追加曲
- System “Z” - 2013年10月24日追加曲

### maimai Orange
- Better choice (Vocal 高貴みな） 2014年11月13日　追加曲

### ガンスリンガー ストラトス2
- Soul Evolution (Vocal 織田かおり）
- Contra (Vocal メイリア Violin AYASA）
- Magnetic Fighter (Vocal 織田かおり）

### 他参加曲
- Heaven is a'57 metallic gray(Sweet little 30's) - テナー・サクソフォーン、アルト・サクソフォーン、トロンボーン、ピアノ
- Ska Ska No.1(小野秀幸) - テナーサックス、アルトサックス、トロンボーン
- MONDO STREET(Orange Lounge) - テナーサックス、トランペット
- I'll REMEMBER YOU(Haruyuki Takano&NEW BIG4) - テナーサックス、ピアノ
- HELPLESS(TAEKO) - テナーサックス、トロンボーン
- MIDNIGHT SPECIAL（Love machineguns) - トロンボーン、オールサックス
- P.P.R.(Handsome JET) - トロンボーン、アルトサックス
- Na-na-na(Y.Koezuka feat. Yah Yah's) - コーラス、トランペット、トロンボーン
- Secrets of your heart(TAEKO) - 編曲
- Brazilian Anthem(Berimbau'66) - コーラス
- FIREBALL(Sweet little 30's) - オールサックス、ホーン、トロンボーン
- CLASSIC PARTY triathlon(小野秀幸) - オールサックス、ホーン、トロンボーン
- WAKE ME UP!(TAEKO) - トランペット、トロンボーン、サックス
- One Phrase Blues(小野秀幸) - テナーサックス、トロンボーン
- Moonlight Walkin'(入尾信充　with Yah Yah's) - コーラス、トランペット
- cachaca(Mokky de Yah Yah's) - コーラス
- The sun shines through rain(高野治幸&NEW BIG5) - テナーサックス
- そっと。(鈴木愛) - トロンボーン
- わすれもの(ハンサムジェットプロジェクト feat.みずしな孝之) - コーラス
- LA ARENA ROJA(小野秀幸) - テナーサックス
- less(MAKI) - テナーサックス
- 瞬的愛歌(JET LOVE)(Handsome JET Project) - コーラス、ソプラノサックス、トロンボーン
- S.P.I.P.(Thomas' family with Yah Yah's) - コーラス
- Dreams in the night(肥塚良彦) - サックス
- Out of breath(Thomas Howard Lichtenstein) - コーラス
- USED TO ROCK'N'ROLL(Brad Holmes) - ピアノ
- MODEL DD4(Mutsuhiko Izumi) - ソプラノサックス、テナーサックス
- 蒼白(鈴木愛) - アルトサックス、トロンボーン
- CLASSIC PARTY 復活(小野秀幸) - トロンボーン
- SUNRISE STREET(泉陸奥彦) - テナー&バリトンサックス
- 二人はラブラブ（仮）(Handsome JET Project) - オールサックス、トロンボーン
- にゃんだふる55(Dormir) - トロンボーン、テナーサックス、アルトサックス
- HEAVEN'S COCKTAIL(高野治幸&NEW BIG5) - テナーサックス
- ancient breeze(小野秀幸) - テナーサックス
- ひとりぼっち(ピンクカプセル) - オールサックス、トロンボーン
- 哀愁のコリゴリラ(ハンサムジェットプロジェクトfeat.みずしな孝之) - コーラス
- Atalante(Kozo Nakamura) - オルガン
- Ring(Kozo Nakamura) - オルガン
- Charismatic(Thomas Howard Lichtenstein) - ホーンセクション
- MU-DAI(小野秀幸) - テナーサックス
- Highway Star(小野秀幸 feat. Mercy) - テナーサックス
- Adrenaline(Thomas Howard Lichtenstein) - ホーンセクション

## CD
前述の「手がけた楽曲」収録作は除く。
- GUITARFREAKS & drummania SOUNDTRACKS V3
  - Timepiece phase II(arrange Ver.) - 編曲、Other Instruments & Programming
- GUITARFREAKS & drummania INSTRUMANTAL COLLECTION 2
  - 万華鏡〜ひび割れた視界の先に〜 - 作曲、キーボードソロ
  - I'LL REMEMBER YOU(Long Version) - 編曲（小野秀幸と共同）
- Musician's Room(非売品）
  - 大暴走 - ピアノ（佐々木博史と共同）
- DREAMS／肥塚良彦
  - Tears of happiness - サックス
  - ふたりのマニュフェスト - トランペット
  - Moonlight Walkin' - オルガン、ボイス
  - Words of mind - サックス
  - Dreams in the night - サックス
- ボクをさがしに／Sana
  - 雨音メランコリー - 作曲（小野秀幸と共同）、編曲（小野秀幸と共同）、エレクトリックピアノ